# 23-й армійський корпус (Третій Рейх)
XXIII-й (23-й) армі́йський ко́рпус (нім. XXIII. Armeekorps) — армійський корпус Вермахту за часів Другої світової війни.

## Історія
XXIII-й армійський корпус був сформований 24 листопада 1938 в Бонні в VI-му військовому окрузі (нім. Wehrkreis VI), як командування «Ейфель».

## Райони бойових дій
- Німеччина (листопад 1938 — травень 1940);
- Франція (травень — серпень 1940);
- Нідерланди (серпень 1940 — травень 1941);
- Німеччина (Східна Пруссія) (травень — червень 1941);
- СРСР (північний напрямок) (червень — липень 1941);
- СРСР (центральний напрямок) (липень 1941 — січень 1945);
- Німеччина (Східна Пруссія) (січень — травень 1945).

## Командування

### Командири
- генерал-лейтенант, з 1 квітня 1939 генерал від інфантерії Еріх Рашік (нім. Erich Raschick) (24 листопада 1938 — 26 жовтня 1939);
- генерал від інфантерії Альбрехт Шуберт (нім. Albrecht Schubert) (26 жовтня 1939 — 25 липня 1942);
- генерал від інфантерії Карл Гільперт (нім. Carl Hilpert) (25 липня 1942 — 19 січня 1943);
- генерал-лейтенант, з 1 квітня 1943 генерал від інфантерії Йоганнес Фріснер (нім. Johannes Frießner) (19 січня — 7 грудня 1943);
- генерал-лейтенант Ганс фон Функ (нім. Hans Freiherr von Funck) (7 грудня 1943 — 2 лютого 1944);
- генерал-лейтенант, з 1 травня 1944 генерал інженерних військ Отто Тіманн (нім. Otto Tiemann) (2 лютого — 12 жовтня 1944);
- генерал-лейтенант, з 30 січня 1945 генерал від інфантерії Вальтер Мельцер (нім. Walter Melzer) (12 жовтня 1944 — 8 травня 1945).

## Бойовий склад 23-го армійського корпусу
Формування управління, забезпечення та підтримки
- 122-ге артилерійське командування (Arko 122), у червні 1940 — Arko 24, з липня 1941 — Arko 18
- 308-ме управління корпусного постачання (Korps-Nachschubtruppen 308);
- 423-й корпусний батальйон зв'язку (Korps-Nachrichten-Abteilung 423);

- 26-та піхотна дивізія (26. Infanterie-Division);
- 86-та піхотна дивізія (86. Infanterie-Division);
- 227-ма піхотна дивізія (227. Infanterie-Division).

- 72-га піхотна дивізія (72. Infanterie-Division);
- 76-та піхотна дивізія (76. Infanterie-Division);
- 86-та піхотна дивізія.

- 58-ма піхотна дивізія (58. Infanterie-Division);
- 76-та піхотна дивізія.

- 73-тя піхотна дивізія (73. Infanterie-Division);
- 82-га піхотна дивізія (82. Infanterie-Division);
- 86-та піхотна дивізія.

- 73-тя піхотна дивізія;
- 82-га піхотна дивізія.

- 225-та піхотна дивізія (225. Infanterie-Division);
- 267-ма піхотна дивізія (267. Infanterie-Division);
- 296-та піхотна дивізія (296. Infanterie-Division).

- 45-та піхотна дивізія (45. Infanterie-Division);
- 296-та піхотна дивізія.

- 17-та піхотна дивізія (17. Infanterie-Division);
- 35-та піхотна дивізія (35. Infanterie-Division);
- 208-ма піхотна дивізія (208. Infanterie-Division);
- 267-ма піхотна дивізія.

- 86-та піхотна дивізія;
- 110-та піхотна дивізія (110. Infanterie-Division);
- 206-та піхотна дивізія (206. Infanterie-Division).

- 86-та піхотна дивізія;
- 110-та піхотна дивізія (110. Infanterie-Division);
- 251-ша піхотна дивізія (251. Infanterie-Division);
- 253-тя піхотна дивізія (253. Infanterie-Division).

- 86-та піхотна дивізія;
- 251-ша піхотна дивізія;
- 253-тя піхотна дивізія.

- 102-га піхотна дивізія (102. Infanterie-Division);
- 206-та піхотна дивізія;
- 251-ша піхотна дивізія;
- 256-та піхотна дивізія (256. Infanterie-Division).

- 102-га піхотна дивізія;
- 206-та піхотна дивізія;
- 251-ша піхотна дивізія;
- 253-тя піхотна дивізія;
- 256-та піхотна дивізія.

- 102-га піхотна дивізія;
- 206-та піхотна дивізія;
- 253-тя піхотна дивізія;
- 256-та піхотна дивізія.

- 102-га піхотна дивізія;
- 206-та піхотна дивізія;
- Рейтарська бригада СС «Фегелейн» (SS-Reiterbrigade Fegelein);
- 189-й піхотний полк (Infanterie-Regiment 189).

- 102-га піхотна дивізія;
- 206-та піхотна дивізія;
- 253-тя піхотна дивізія.

- 1-ша танкова дивізія (1. Panzer-Division);
- 102-га піхотна дивізія;
- 110-та піхотна дивізія;
- 206-та піхотна дивізія;
- 253-тя піхотна дивізія;
- кавалерійська бригада СС (SS-Kavallerie-Brigade).

- 102-га піхотна дивізія;
- 110-та піхотна дивізія;
- 253-тя піхотна дивізія.

- 102-га піхотна дивізія;
- 110-та піхотна дивізія;
- 129-та піхотна дивізія (129. Infanterie-Division);
- 253-тя піхотна дивізія.

- 1-ша танкова дивізія;
- 102-га піхотна дивізія;
- 110-та піхотна дивізія;
- 129-та піхотна дивізія;
- 253-тя піхотна дивізія.

- 1-ша танкова дивізія;
- 5-та танкова дивізія (5. Panzer-Division);
- 102-га піхотна дивізія;
- 110-та піхотна дивізія;
- 129-та піхотна дивізія.

- 86-та піхотна дивізія (86. Infanterie-Division);
- 110-та піхотна дивізія;
- 129-та піхотна дивізія.
- 197-ма піхотна дивізія (197. Infanterie-Division);
- 246-та піхотна дивізія (246. Infanterie-Division);
- 253-тя піхотна дивізія.

- 86-та піхотна дивізія;
- 110-та піхотна дивізія;
- 197-ма піхотна дивізія;
- 246-та піхотна дивізія;
- 253-тя піхотна дивізія.

- 86-та піхотна дивізія;
- 110-та піхотна дивізія;
- 206-та піхотна дивізія;
- 246-та піхотна дивізія;
- 253-тя піхотна дивізія;
- Дивізія «Гроссдойчланд» (Infanterie-Division Großdeutschland).

- 110-та піхотна дивізія;
- 206-та піхотна дивізія;
- 253-тя піхотна дивізія;
- Дивізія «Гроссдойчланд».

- 206-та піхотна дивізія;
- 253-тя піхотна дивізія;
- 12-та танкова дивізія (12. Panzer-Division);
- Частини:
  - 86-ї піхотної дивізії;
  - 110-ї піхотної дивізії;
  - дивізії «Гроссдойчланд»;
  - 1-ї танкової дивізії.

- 86-та піхотна дивізія;
- 110-та піхотна дивізія;
- 253-тя піхотна дивізія;
- 12-та танкова дивізія;
- 20-та танкова дивізія (20. Panzer-Division).

- 86-та піхотна дивізія;
- 110-та піхотна дивізія;
- 253-тя піхотна дивізія.

- 78-ма штурмова дивізія (78. Sturm-Division);
- 216-та піхотна дивізія (216. Infanterie-Division);
- 383-тя піхотна дивізія (383. Infanterie-Division);
- Частини:
  - 36-ї піхотної дивізії (36. Infanterie-Division);

- 95-та піхотна дивізія (95. Infanterie-Division);
- 134-та піхотна дивізія (134. Infanterie-Division);
- 183-тя піхотна дивізія (183. Infanterie-Division).

- 20-та танкова дивізія;
- 134-та піхотна дивізія;
- 253-тя піхотна дивізія;
- 296-та піхотна дивізія;
- 383-тя піхотна дивізія.

- 253-тя піхотна дивізія;
- 296-та піхотна дивізія;
- 383-тя піхотна дивізія.

- 56-та піхотна дивізія (56. Infanterie-Division);
- 95-та піхотна дивізія;
- 131-ша піхотна дивізія (131. Infanterie-Division);
- 260-та піхотна дивізія (260. Infanterie-Division);
- 267-ма піхотна дивізія.

- 203-тя дивізія охорони (203. Sicherungs-Division);
- 7-ма піхотна дивізія (7. Infanterie-Division);
- 17-та панцер-гренадерська бригада (Panzergrenadier-Brigade 17).

- 6-та танкова дивізія (6. Panzer-Division);
- 211-та піхотна дивізія (211. Infanterie-Division);
- 292-га піхотна дивізія (292. Infanterie-Division);
- 541-ша гренадерська дивізія (541. Grenadier-Division).

- 5-та єгерська дивізія (5. Jäger-Division);
- 7-ма піхотна дивізія (7. Infanterie-Division);
- 299-та піхотна дивізія (299. Infanterie-Division);
- 541-ша фольксгренадерська дивізія (541. Volks-Grenadier-Division).

- 23-тя піхотна дивізія (23. Infanterie-Division);
- 35-та піхотна дивізія;
- 83-тя піхотна дивізія (83. Infanterie-Division);
- 232-га піхотна дивізія (232. Infanterie-Division);
- 357-ма піхотна дивізія (357. Infanterie-Division);
- 542-га фольксгренадерська дивізія (542. Volks-Grenadier-Division).

- 23-тя піхотна дивізія;
- 32-га піхотна дивізія (32. Infanterie-Division);
- 35-та піхотна дивізія;
- 252-га піхотна дивізія (252. Infanterie-Division);
- 4-та танкова дивізія  (4. Panzer-Division);
- 12-та авіапольова дивізія (12. Feld-Division (L)).